# غونتر نوريس
غونتر نورس (بالألمانية: Günter Noris)‏ اسمه الحقيقي غونتر ماير (5 يونيو 1935 - 27 نوفمبر 2007) كان ملحن وقائد أوركسترا وعازف بيانو ألماني.

## حياته
ترعرع غونتر مع ثلاثة إخوة في باد كيسينغن، وكان هو الابن الأكبر لموظف بريد. عمل تكوينه في المدرسة العليا للموسيقى في فورتسبورغ ودرس العزف على البيانو والتلحين. كان يُمول مصاريف دراسته من خلال عمله كعضو في نادي أمريكي اسمه هيب كاتس كومبو كعازف جاز. بعد تخرجه من المدرسة العليا للموسيقى واصل أيضا عمله كعازف جاز مع هلموت براندت-كومبو.
في عام 1966 جعلته المغنية والممثلة الألمانية هيلديغارد كنيف رئيس الموسيقى في أول جولة موسيقية لها. انتقل بعدها عام 1967 كقائد أوركسترا وعازف بيانو إلى إذاعة غرب ألمانيا في كولونيا وذهب مع هذه الأوركسترا عام 1968 إلى اليابان أين أقام جولة ناجحة هناك.
في عام 1971 أسس فرقة بيغ باند الجيش الألماني، الذي عزف معها البرنامج الموسيقي في ألعاب أولمبية صيفية 1972 في ميونخ، وبطولة كأس العالم لكرة القدم 1974. بعد اعتزاله من هذه الفرقة أسس عام 1983 فرقته الخاصة غالا بيغ باند. في عام 1995 تحصلت فرقته على لقب أحسن أوركسترا رقص في العالم من رابطة الرقص العامة الألمانية. كما منحه الرئيس الاتحادي ريتشارد فون فايتسكر شخصيا وسام الاستحقاق الاتحادي. وفي عيد ميلاده السبعين عام 2005 تم تكريمه من طرف المستشار الاتحادي السابق هلموت شميت وكذلك من طرف رئيس وزراء شمال الراين – وستفاليا يورغن روتغيرس.
عمل غونتر نوريس على مدى أربعين عاما نحو 2.500 عرض حي في خمسة عشر دولة.

## الجوائز
- جائزة الأسطوانة الألمانية في فئة موسيقى الرقص الحديث.
- الأسطوانة الذهبية.
- وسام الاستحقاق الاتحادي.

## وصلات خارجية
- غونتر نوريس على موقع IMDb (الإنجليزية)
- غونتر نوريس على موقع مونزينجر (الألمانية)
- غونتر نوريس على موقع ميوزك برينز (الإنجليزية)
- غونتر نوريس على موقع أول ميوزيك (الإنجليزية)
- غونتر نوريس على موقع ديسكوغز (الإنجليزية)

- الموقع الرسمي (باللغة الألمانية)